# Bohdan Drozdowski
Bohdan Drozdowski, pseudonymes Sebastian Lost, Raúl Fuentes y Torrejon, Raymond Starr, est un poète, prosateur, journaliste, publiciste, traducteur et auteur de pièces de théâtre polonais né le 20 novembre 1931 à Kossava et mort le 2 avril 2013 à Varsovie,.

## Biographie
Bohdan Drozdowski naît à Kosów Poleski le 20 novembre 1931.
Il publie dans la première moitié des années 1950, mais il est popularisé dans les pages de Życie Literackie (n° 51, décembre 1955). Dans Prapremiera pięciu poetów, Bohdan Drozdowski est présenté par Julian Przyboś (pl).
En 1957, il est diplômé en philologie polonaise de l'université Jagellonne. Journaliste notamment de Gazeta Robotnicza à Wrocław, Dziennik Łódzki à Łódź et Życie Literackie à Cracovie. Il occupe des postes tels que rédacteur en chef adjoint et rédacteur en chef de Współczesność, rédacteur en chef de Poezja. De 1966 à 1970, il est directeur adjoint de l'Institut de la culture polonaise à Londres (pl). Il publie également sous des pseudonymes. En 2011, il écrit une autobiographie intitulée Tańczący z duchami.
Il meurt le 2 avril 2013 à Varsovie,,. Il est enterré au cimetière de Powązki (section 229-4-20/21).

## Œuvres

### Poésies
- 1956 : Jest takie drzewo
- 1970 : Piołun
- 1973 : Opór

### Romans
- 1962 : Pasje Armina Laskowicza
- 1966 : Wigwam
- 1968 : Arnhem – ciemne światło
- 1973 : Stare srebra
- 1987 : Bastard (sous le pseudonyme Sebastian Lost)
- 1989 : Yagruma (1989) i La Ceiba (sous le pseudonyme Raúl Fuentes y Torrejon)
- 1989 : La Ceiba (sous le pseudonyme Raúl Fuentes y Torrejon)
- 1992 : Błękitny dom albo fatum (sous le pseudonyme Raymond Starr)

### Journalisme, reportages
- 1964 : Tylko pamięć
- 1971 : Gry ludzkie
- 1973 : Życie samo w sobie
- 1977 : O poezji
- 1985 : List otwarty do…

### Récit
- 1987 : Kobiety i ludzie

### Pièces de théâtre
- 1960 : Kondukt
- 1962 : Ballada polska
- 1962 : Ostatni brat
- 1970 : Mazur kajdaniarski
- 1974 : Hermiona
- 1975 : Hamlet II
- 1983 : Bóg na śmieciach

## Récompenses et distinctions
Il a reçu de nombreux prix littéraires - pour des romans, des pièces radiophoniques, des émissions de télévision, des pièces de théâtre, le prix étudiant Czerwonej Róży et deux fois le prix Witold Hulewicz.